# Poiesis
Poiesis (ποίησις, pronunciado «poíesis») es un término griego que significa «creación» o «producción», derivado de ποιέω poieō , «hacer» o «crear». Platón define en El banquete el término poiesis como «la causa que convierte cualquier cosa que consideremos de no-ser a ser». Se entiende por poiesis todo proceso creativo. Es una forma de conocimiento y también una forma lúdica: la expresión no excluye el juego.

## Usos y derivación
De esta palabra deriva el término «poesía». A menudo se utiliza como un sufijo, como en los términos de la biología hematopoyesis y eritropoyesis (la formación de células sanguíneas y la formación de glóbulos rojos respectivamente).

## En la filosofía griega
En El banquete, Diotima describe la lucha por la inmortalidad en relación con la poiesis. En esta génesis hay un movimiento más allá del ciclo temporal de nacimiento y decadencia. «Ese movimiento puede ocurrir en tres tipos de poiesis: (1) natural a través de la procreación sexual, (2) en la ciudad a través de la consecución de la fama heroica y, por último, (3) en el alma mediante el cultivo de la virtud y el conocimiento».

## En la filosofía moderna
Martin Heidegger se refiere a ella como «iluminación», utilizando este término en su sentido más amplio. Este autor explica la poiesis como «el florecer de la flor, el salir de una mariposa de su capullo, la caída de una cascada cuando la nieve comienza a derretirse». Mediante las dos últimas analogías Heidegger subraya el momento de éxtasis producido cuando algo se aleja de su posición como una cosa para convertirse en otra.
Es a partir de esta concepción que, en el campo de las artes, poiesis refiere a la fascinación provocada en el momento en que, mediante múltiples fenómenos asociativos aportados por la percepción, los distintos elementos de un conjunto se interrelacionan e integran para generar una entidad nueva, denominada estética.